# Ла-Шатр (округ)
Округ Ла-Шатр (фр. Arrondissement de la Châtre) — округ у Франції, в департаменті Ендр. 2023 року округ об'єднував 51 муніципалітет, населення становило 27 758 осіб.
Адміністративний центр (супрефектура) — Ла-Шатр.

## Муніципалітети
Список муніципалітетів округу та їхні коди INSEE:
1. Бріант (36025)
2. Бюксьєр-д'Аяк (36030)
3. Верней-сюр-Іньєре (36234)
4. Вігулан (36238)
5. Віжон (36240)
6. Вік-Егзампле (36236)
7. Гурне (36084)
8. Егюранд (36001)
9. Клюї (36056)
10. Креван (36060)
11. Крозон-сюр-Вовр (36061)
12. Ла-Бертену (36017)
13. Ла-Бюксеретт (36028)
14. Ла-Мотт-Феї (36132)
15. Ла-Шатр (36046)
16. Лак (36091)
17. Ле-Маньї (36109)
18. Лі-Сен-Жорж (36108)
19. Ліньєроль (36095)
20. Лурдуе-Сен-Мішель (36099)
21. Луруе-Сен-Лоран (36100)
22. Має (36110)
23. Малікорне (36111)
24. Мер-сюр-Ендр (36120)
25. Монживре (36127)
26. Монлевік (36130)
27. Монтіпуре (36129)
28. Моншевріє (36126)
29. Муе (36133)
30. Неві-Сен-Сепюльшр (36141)
31. Нере (36138)
32. Ноан-Вік (36143)
33. Орсенн (36146)
34. Перассе (36156)
35. Пуліньї-Нотр-Дам (36163)
36. Пуліньї-Сен-Мартен (36164)
37. Сазре (36214)
38. Сарзе (36210)
39. Сен-Дені-де-Жуе (36189)
40. Сен-Кристоф-ан-Бушері (36186)
41. Сен-Плантер (36207)
42. Сен-Шартьє (36184)
43. Сент-Север-сюр-Ендр (36208)
44. Сент-Ут (36180)
45. Теве-Сен-Жульєн (36221)
46. Транзо (36226)
47. Фезін (36073)
48. Фужероль (36078)
49. Шампіє (36038)
50. Шассіньоль (36043)
51. Юрсьє (36227)